# ولیکا ژوپا
ولیکا  ژوپا (به لاتین: Velika Župa}} یک منطقهٔ مسکونی در صربستان است که در Prijepolje واقع شده‌است.